# إي. ر. وارد نيل
إي. ر. وارد نيل هو جيولوجي كندي، ولد في 3 يوليو 1923 في بيكونسفيلد في كندا، وتوفي في 20 مايو 2008 في كالغاري في كندا.